# Алят
Алят (азерб. Ələt) — посёлок городского типа в административном подчинении Гарадагского района города Баку. Самый южный пригород Баку. 
В посёлке расположена одноимённая железнодорожная станция (узел линий на Ширван, Баку и Аджикабул). 

## История
Статус посёлка городского типа получил в 1935 году. До 1960-х годов носил название Алят-Пристань. По данным БСЭ в посёлке действовали предприятия железнодорожного транспорта и авторемонтный завод.

## Экономика
В 2014 году в Аляте был построен паромный терминал Бакинского порта. С октября начала действовать паромная переправа Баку — Туркменбашы в сторону Туркменистана. 
С марта 2017 года начала работу паромная переправа на Казахстан через Каспийское море «Алят — Актау-порт». Переправа является частью международного проекта «Шёлковый путь» (Украина — Грузия — Азербайджан — Казахстан — Китай).
В 2018 году открыт «Новый Бакинский порт Алят». В мае 2018 года президент Ильхам Алиев открыл в Аляте комплекс Бакинского международного морского торгового порта.
На территории посёлка организована Алятская свободная экономическая зона. Площадь СЭЗ составляет 850 гектар. 
20 октября 2023 года к северу от поселения Алят была введена в строй Гарадагская солнечная электростанция. 
В 2024 году в Алятской СЭЗ началось строительство грузового аэропорта. В этом же году в рамках конференции ООН по изменению климата в Баку Азербайджаном, Казахстаном и Китаем была достигнута договорённость о строительстве интермодального грузового терминала в порту поселка Алят. 

## Население
| 1959 | 1970 | 1979 | 1989   | 2011   |
| ---- | ---- | ---- | ------ | ------ |
| 5118 | 7920 | 8355 | 11 455 | 10 600 |